# Lillington (Carolina del Norte)
Lillington es un pueblo ubicado en el condado de Harnett en el estado estadounidense de Carolina del Norte. Es sede del condado de Harnett La localidad en el año 2000, tenía una población de 2.915 habitantes en una superficie de 10.4 km², con una densidad poblacional de 282.1 personas por km².

## Geografía
Lillington se encuentra ubicado en las coordenadas 35°23′55″N 78°48′49″O / 35.39861, -78.81361. Según la Oficina del Censo, la localidad tiene un área total de 10,4 km² (4 mi²), de la cual 10,3 km² (4 mi²) es tierra y 0,1 km² (0 mi²) (0.99%) es agua.

### Localidades adyacentes
El siguiente diagrama muestra a las localidades en un radio de 20 kilómetros (12,4 mi) de Lillington.

## Demografía
En el 2000 la renta per cápita promedia del hogar era de $30.670 y el ingreso promedio para una familia era de $42.366. El ingreso per cápita para la localidad era de $13.664. En 2000 los hombres tenían un ingreso per cápita de $30.305 contra $23.214 para las mujeres. Alrededor del 20.30% de la población estaba bajo el umbral de pobreza nacional.